# Unidades de conservação de Santa Maria
O município de Santa Maria, localizado na região central do estado do Rio Grande do Sul, Brasil, abriga diferentes tipos de unidades de conservação, instituídas com o objetivo de proteger a biodiversidade local, os recursos naturais, sítios arqueológicos e paleontológicos, bem como promover a pesquisa científica e a educação ambiental. Essas unidades integram o Sistema Nacional de Unidades de Conservação da Natureza (SNUC), previsto na Lei Federal nº 9.985/2000, e algumas delas também estão registradas nos sistemas estadual (SEUC-RS) e federal (CNUC/MMA).

## Parque Natural Municipal dos Morros
Criado por meio do Decreto Executivo nº 74, de 6 de setembro de 2016, o Parque Natural Municipal dos Morros (PNMM) é uma unidade de conservação de proteção integral com área aproximada de 270 hectares. Localiza-se na região norte de Santa Maria e abrange os morros do Carmo, dos Tucanos e das Antenas. A unidade está situada em uma zona de transição entre os biomas Pampa e Mata Atlântica e apresenta relevante biodiversidade, com espécies endêmicas e ameaçadas. Seu acesso é restrito, sendo permitido apenas mediante autorização, especialmente para fins de pesquisa científica e educação ambiental. O parque está registrado no SEUC e no CNUC.

## Monumento Natural Paleontológico da Alemoa
O Monumento Natural Paleontológico da Alemoa (MONAlemoa) é uma unidade de conservação de proteção integral instituída em 2022 com o objetivo de preservar o sítio paleontológico Sanga da Alemoa, um dos mais importantes do Brasil por sua relevância científica e histórica no estudo da paleontologia de vertebrados da Era Mesozoica. A unidade protege formações geológicas da Formação Santa Maria, Membro Alemoa, onde foram encontrados fósseis de répteis e arcossauros do período Triássico. Está registrada no Sistema Estadual de Unidades de Conservação (SEUC) e no Cadastro Nacional de Unidades de Conservação (CNUC), sob gestão da Prefeitura Municipal de Santa Maria.

## Proteções previstas na legislação urbanística
Além das unidades formalmente instituídas, o município de Santa Maria conta com áreas de proteção ambiental e zonas de interesse ecológico previstas em sua Lei de Uso e Ocupação do Solo (LUOS). Essa legislação define Áreas de Preservação Permanente (APPs), corredores ecológicos urbanos e zonas de amortecimento, visando à manutenção dos serviços ecossistêmicos e à contenção da expansão urbana desordenada.

## Corredor Ecológico da Quarta Colônia
As unidades de conservação de Santa Maria também se inserem em uma estratégia territorial mais ampla, representada pelo Corredor Ecológico da Quarta Colônia. Este corredor é um instrumento de gestão integrada entre os municípios da região central do Rio Grande do Sul, criado com o intuito de conectar fragmentos de vegetação nativa, conservar a biodiversidade e fomentar o desenvolvimento sustentável regional. O corredor articula diferentes áreas protegidas e formas de uso do solo, promovendo a conectividade ecológica e integrando iniciativas como o Projeto Geoparque Quarta Colônia, sob coordenação da Universidade Federal de Santa Maria (UFSM).